# Pożar w klubie nocnym w Permie
Pożar w klubie nocnym w Permie – największy pod względem liczby ofiar pożar we współczesnej Rosji, który miał miejsce 5 grudnia 2009 w klubie nocnym "Kulawy Koń" (ros. Chromaja łoszad) w mieście Perm przy ul. Kujbyszewa 9. W wyniku pożaru zginęło 156 osób, a około 132 odniosło obrażenia. Katastrofa wywołała silny rezonans społeczny i ostrą reakcję rosyjskich władz. Dochodzenie w sprawie wypadku doprowadziło do zwolnienia szeregu urzędników i funkcjonariuszy ochrony przeciwpożarowej, а rząd Kraju Permskiego podał się w pełnym składzie do dymisji.

## Pożar
W nocy z piątku na sobotę w klubie świętowano 8. rocznicę jego otwarcia. W lokalu zebranych było ok. 300 osób (razem z personelem), mimo że według oficjalnych dokumentów klub przewidziany był na 50 miejsc siedzących. Pożar zaczął się o godz. 1:08 czasu miejscowego, 5 grudnia 2009. Według głównej wersji wydarzeń, wywołany był nieostrożnym posługiwaniem się materiałami pirotechnicznymi we wnętrzu klubu.
Większość ofiar zmarła z powodu zatrucia tlenkiem węgla. Premier Władimir Putin wysłał na miejsce dwa samoloty przeznaczone do transportowania osób chorych.
W związku z katastrofą prezydent Dmitrij Miedwiediew ogłosił 7 grudnia dniem żałoby narodowej w całej Rosji dla upamiętnienia ofiar. Natomiast w kraju permskim zostały ogłoszone 3 dni żałoby.